# Heinz Urban
Heinz Urban (* 15. Januar 1925 in Gelsenkirchen; † 15. Juni 1977) war ein deutscher Politiker und ehemaliger Landtagsabgeordneter (SPD).

## Leben
Nach dem Schulbesuch absolvierte er eine Schlosserlehre. Von 1930 bis 1933 war er Mitglied der Sozialistischen Arbeiterjugend „Die Falken“ und von 1945 bis 1955 deren Vorsitzender in Gelsenkirchen. Urban war Mitglied der Gewerkschaft IG Metall und ab 1958 Betriebsratsvorsitzender bei der Gußstahlwerk Gelsenkirchen AG.
Vom 21. Juli 1962 bis zum 27. Mai 1975 war Urban Mitglied des Landtags des Landes Nordrhein-Westfalen. Er wurde jeweils in den Wahlkreisen 98 bzw. 101 Gelsenkirchen III direkt gewählt.
Dem Stadtrat der Stadt Gelsenkirchen gehörte er ab 1952 an. Von 1954 bis 1964 war er Mitglied der Landschaftsversammlung des Landschaftsverbandes Westfalen-Lippe.